# Olympische Winterspiele 1956
| Medaillenspiegel               | Medaillenspiegel   | Medaillenspiegel | Medaillenspiegel | Medaillenspiegel | Medaillenspiegel |
| Platz                          | Land               | G                | S                | B                | Ges.             |
| ------------------------------ | ------------------ | ---------------- | ---------------- | ---------------- | ---------------- |
| 1                              | Sowjetunion        | 7                | 3                | 6                | 16               |
| 2                              | Österreich         | 4                | 3                | 4                | 11               |
| 3                              | Finnland           | 3                | 3                | 1                | 7                |
| 4                              | Schweiz            | 3                | 2                | 1                | 6                |
| 5                              | Schweden           | 2                | 4                | 4                | 10               |
| 6                              | Vereinigte Staaten | 2                | 3                | 2                | 7                |
| 7                              | Norwegen           | 2                | 1                | 1                | 4                |
| 8                              | Italien            | 1                | 2                | –                | 3                |
| 9                              | Deutschland        | 1                | –                | 1                | 2                |
| 10                             | Kanada             | –                | 1                | 2                | 3                |
| Vollständiger Medaillenspiegel |                    |                  |                  |                  |                  |

Die Olympischen Winterspiele 1956 (auch VII. Olympische Winterspiele genannt) wurden vom 26. Januar bis 5. Februar 1956 in Cortina d’Ampezzo in Italien ausgetragen. Andere Kandidatenstädte waren Colorado Springs, USA, Lake Placid, USA, und Montreal, Kanada.

## Hintergrund

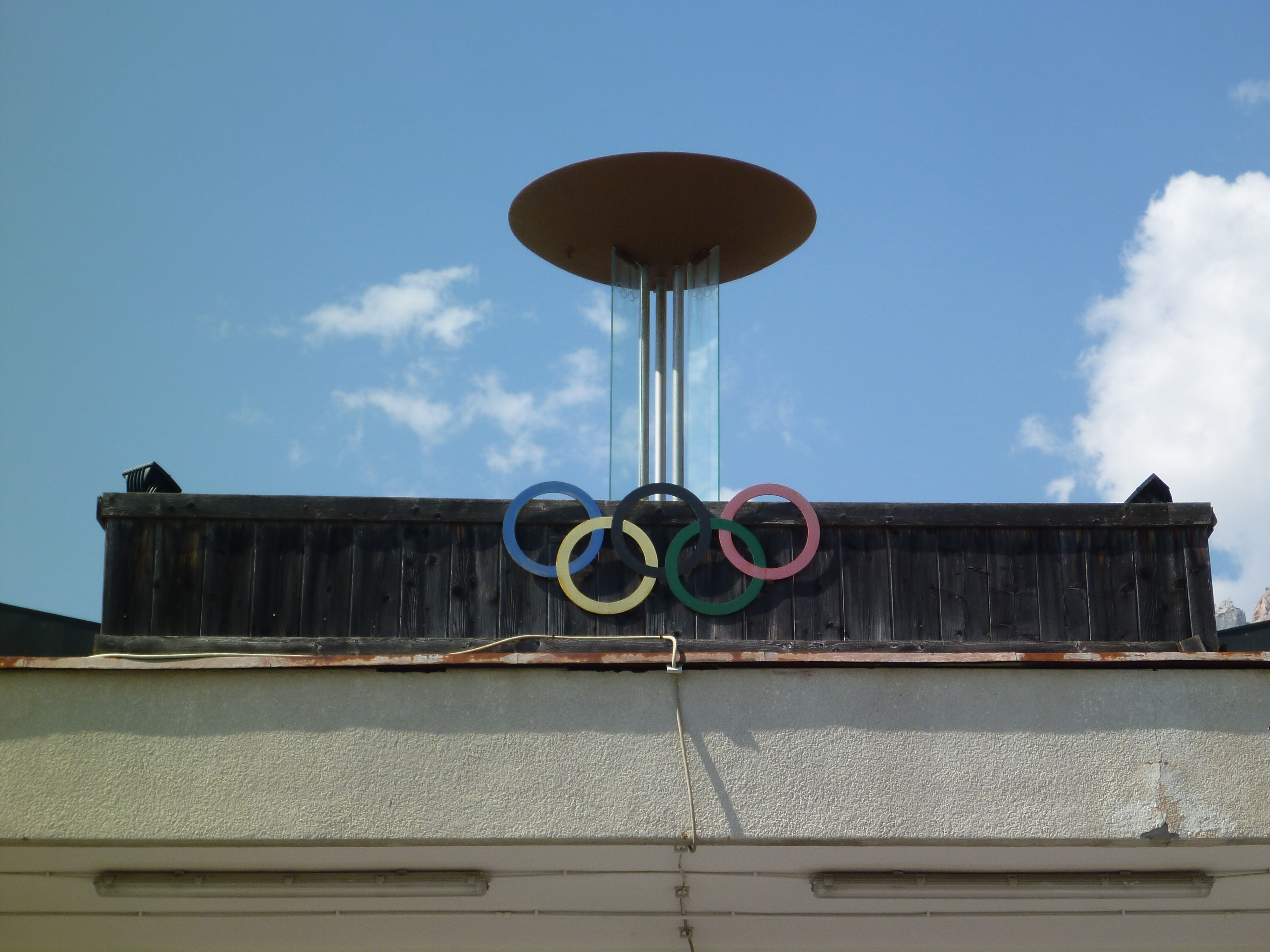
Olympisches Feuer von 1956 auf dem Eisstadion in Cortina

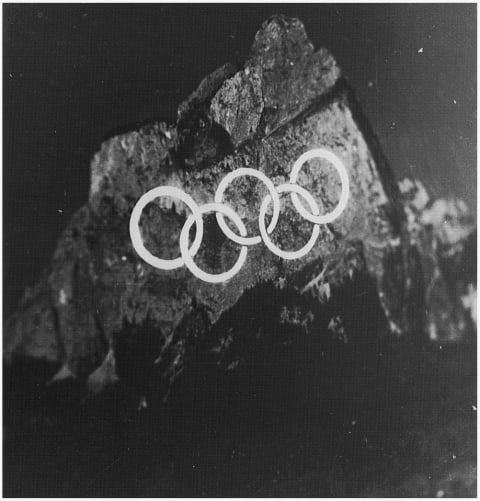
Der Spitlight des Schweizer Ingenieurs Gianni Andreoli konnte Symbole an mehrere Kilometer entfernte Wände projizieren.

- Der Spitlight des Schweizer Ingenieurs Gianni Andreoli konnte Symbole an mehrere Kilometer entfernte Wände projizieren.Wegen des Zweiten Weltkrieges fanden die für 1944 in Cortina d’Ampezzo geplanten Winterspiele nicht statt.
- Graf (Conte) Alberto Bonacossa, geboren am 24. August 1883 in Vigevano, ein ehemaliger Alpin-Ski- und Eiskunstläufer und seit 1925 Mitglied des IOC, setzte sich für die Vergabe nach Cortina ein. Er selbst konnte die Spiele nicht mehr erleben, denn er verstarb am 30. Januar 1953 in Mailand. Es gab schon eine Bewerbung 1946 für 1952, doch wurde beim 40. IOC-Kongress in Stockholm der Zuschlag an Oslo erteilt. Bei der 43. IOC-Session, die in Rom stattfand, wurde am 28. April 1949 Cortina mit 31 Stimmen (75 %) "gewählt" (Montreal lag mit 7 Stimmen an zweiter Stelle). Das Organisationskomitee bestand aus Mitgliedern des nationalen Italienischen Olympischen Comités und der italienischen Regierung. Weil Cortina nur ein kleines Städtchen mit rund 6500 Einwohnern war, dem vieles an Infrastruktur fehlte, mussten sehr viele bauliche Maßnahmen gesetzt werden. Der staatliche Zuschuss betrug 460 Millionen Lire. Fiat wurde als "offizielles Auto der Spiele" designiert, Olivetti stellte den 400 Journalisten die Schreibmaschinen zur Verfügung.
- Die Spiele wurden am 26. Januar durch Staatspräsident Giovanni Gronchi in einer prunkvollen Zeremonie eröffnet. Vorerst hatte Abfahrtsolympiasieger Zeno Colò das olympische Feuer mit einer Fackel von der Tofana herunter nach Cortina gebracht und Eisschnellläufer Guido Caroli hatte das Feuer letztlich am Stadiontor übernommen und er entzündete, nachdem der Staatspräsident die Eröffnungsworte gesprochen hatte, das Feuer in der großen Kupferschale. Erstmals sprach mit der Alpin-Skirennläuferin Giuliana Chenal Minuzzo eine Frau den olympischen Eid.[1]
- Mit zwölf Jahren war Eiskunstläuferin Marika Kilius die jüngste Teilnehmerin.[2] Weil sie mit ihrem Partner Franz Ningel von den Preisrichtern nur auf Rang 4 gesetzt wurde, warfen empörte Zuschauer mit Orangen und Chianti-Flaschen.
- Die Winterspiele von 1956 waren die ersten, die im Fernsehen übertragen wurden. Dies trug allerdings auch zu einem geringeren Besuch (ca. 160.000) bei.
Dazu gibt es auch eine mit 23. Januar 1956 datierte Meldung der «Wiener Rathaus-Korrespondenz»: «Um einem großen Personenkreis die Möglichkeit zu bieten, eine Fernsehübertragung der Olympischen Winterspiele 1956 in Cortina d´Ampezzo mitzuerleben, veranstalten Philips- und Kiba-Ges.m.b.H. eine Serie von Großbild-Fernsehübertragungen im Kolosseum-Kino (9, Nußdorfer Straße 4). Die Übertragungen finden vom 26. Jänner bis 5. Februar – also während der gesamten Winterolympiade – statt.»
- Die UdSSR, die zum ersten Mal teilnahm, gewann die meisten Medaillen und wurde u. a. Sieger im Eishockeyturnier (seit 1920 hatte, bis auf 1936 durch Großbritannien, immer Kanada die Goldmedaille errungen).
- Die Eishockeybewerbe waren gleichzeitig auch Welt- und Europameisterschaften.
- Beim 20. FIS-Kongress in Montreux wurde am 2. Juni 1955 das Skiprogramm für die Olympischen Winterspiele 1956 festgelegt.[3]
- Die finnischen Skispringer überraschten mit einer neuen Sprunghaltung, dem so genannten »Tropfen-Stil« (angelegte Hände), womit sie einen Doppelsieg feierten.
- Neue Wettbewerbe bei diesen Spielen waren die 3 × 5-km-Langlaufstaffel der Frauen und der 30-km-Langlauf der Männer.
- Die Nordische Kombination wurde in einem neuen Format ausgetragen. Bislang hatte es zuerst einen 18-km-Langlauf, danach zwei Springen gegeben. Ab nun war es zuerst ein 15-km-Langlauf, danach gab es drei Sprungläufe, von denen die besten zwei zählten.
- Die Nationalen Olympischen Komitees der beiden deutschen Staaten, deren Teams zum ersten Mal eine gesamtdeutsche Mannschaft bildeten, erhielten zwei Jahre nach den Spielen vom IOC die Alberto-Bonacossa-Trophäe.
- Der Spitlight, der damals größte Projektor der Welt, gebaut vom Schweizer Ingenieur Gianni Andreoli hatte dort seinen ersten großen Auftritt. Der Projektor wurde mit einer Kohlenbogen-Lampe gespeist und konnte Symbole wie etwa die olympischen Ringe auf mehrere Kilometer entfernte Wände projizieren. Auch ausgewählte Resultate konnten so projiziert werden.

## Herausragende Sportler
- Toni Sailer aus Österreich gewann alle drei alpinen Skirennen und damit auch die nur für die Weltmeisterschaftswertung geltende Goldmedaille in der Kombination.
- Sixten Jernberg aus Schweden gewann Medaillen in allen vier Langlaufwettbewerben.

## Teilnehmer
Mit 32 teilnehmenden Nationen wurde ein neuer Rekord bei Winterspielen erzielt. Nach dem olympischen Debüt in Helsinki vier Jahre früher trat die UdSSR in Cortina d’Ampezzo das erste Mal bei Winterspielen an. Darüber hinaus feierten Bolivien und der Iran Premiere bei den Winterspielen. Die Bundesrepublik Deutschland und die DDR traten zum ersten Mal gemeinsam als gesamtdeutsche Mannschaft an.
| Europa (777 Athleten aus 23 Nationen) | Europa (777 Athleten aus 23 Nationen)                                                                                                  | Europa (777 Athleten aus 23 Nationen)                                                                                |
| --- | --- | --- |
| - Belgien (6) - Bulgarien (7) - Gesamtdeutsche Mannschaft (75) - Finnland (34) - Frankreich (37) - Griechenland (3) - Großbritannien (45) - Island (8) | - Italien (79) - Jugoslawien (18) - Liechtenstein (8) - Niederlande (8) - Norwegen (51) - Österreich (66) - Polen (53) - Rumänien (20) | - Schweden (68) - Schweiz (61) - Sowjetunion * (67) - Spanien (14) - Tschechoslowakei (41) - Türkei (6) - Ungarn (2) |
| Amerika (116 Athleten aus 4 Nationen) | | |
| - Bolivien * (1) - Chile (4) | - Kanada (37) | - Vereinigte Staaten (74)                                                                                            |
| Asien (21 Athleten aus 4 Nationen) | | |
| - Iran * (3) - Japan (10) | - Korea, Republik (4) | - Libanon (3) |
| Ozeanien (10 Athleten aus 1 Nation) | | |
| - Australien (10) | | |
| (Anzahl der Athleten) * erstmalige Teilnahme an Winterspielen                                                                                          | | |

## Wettkampfprogramm
Es wurden 24 Wettbewerbe (17 für Männer, 6 für Frauen und ein Mixed-Wettbewerb) in 4 Sportarten/8 Disziplinen ausgetragen. Das waren 2 Wettbewerbe mehr als in Oslo 1952 – die Anzahl der Sportarten und die Disziplinen blieben gleich. Nachfolgend die Änderungen im Detail:
- Im Skilanglauf wurden die 18 km durch 15 km der Männer ersetzt – des Weiteren wurde das Programm um 30 km für Männer und einer 3 × 5-km-Staffel für Frauen erweitert.
- In der Nordischen Kombination wurde der Skilanglauf von 18 km auf 15 km verringert.

### Olympische Sportarten/Disziplinen
- Bob Gesamt (2) = Männer (2)
- Eishockey Gesamt (1) = Männer (1)
- Eislauf
  -  Eiskunstlauf Gesamt (3) = Männer (1)/Frauen (1)/Mixed (1)
  -  Eisschnelllauf Gesamt (4) = Männer (4)
- Skisport
  -  Ski Alpin Gesamt (6) = Männer (3)/Frauen (3)
  - Ski Nordisch
    -  Nordische Kombination Gesamt (1) = Männer (1)
    -  Skilanglauf Gesamt (6) = Männer (4)/Frauen (2)
    -  Skispringen Gesamt (1) = Männer (1)

Anzahl der Wettkämpfe in Klammern

### Zeitplan
| Zeitplan        | Zeitplan       | Zeitplan              | Zeitplan | Zeitplan | Zeitplan | Zeitplan | Zeitplan | Zeitplan | Zeitplan | Zeitplan | Zeitplan | Zeitplan | Zeitplan | Zeitplan           |
| Disziplin       | Disziplin      | Disziplin             | Do. 26.  | Fr. 27.  | Sa. 28.  | So. 29.  | Mo. 30.  | Di. 31.  | Mi. 1.   | Do. 2.   | Fr. 3.   | Sa. 4.   | So. 5.   | Ent- schei- dungen |
| Disziplin       | Disziplin      | Disziplin             | Januar   | Januar   | Januar   | Januar   | Januar   | Januar   | Februar  | Februar  | Februar  | Februar  | Februar  | Ent- schei- dungen |
| --------------- | -------------- | --------------------- | -------- | -------- | -------- | -------- | -------- | -------- | -------- | -------- | -------- | -------- | -------- | ------------------ |
| Eröffnungsfeier |                |                       |          |          |          |          |          |          |          |          |          |          |          |                    |
| Bob             | Bob            | Bob                   |          |          | 1        |          |          |          |          |          |          | 1        |          | 2                  |
| Eishockey       | Eishockey      | Eishockey             |          |          |          |          |          |          |          |          |          | 1        |          | 1                  |
| Eislauf         | Eiskunstlauf   | Eiskunstlauf          |          |          |          |          |          |          | 1        | 1        | 1        |          |          | 3                  |
| Eislauf         | Eisschnelllauf | Eisschnelllauf        |          |          | 1        | 1        | 1        | 1        |          |          |          |          |          | 4                  |
| Skisport        | Ski Alpin      | Ski Alpin             |          | 1        |          | 1        | 1        | 1        | 1        |          | 1        |          |          | 6                  |
| Skisport        | Ski Nordisch   | Nordische Kombination |          |          |          |          |          | 1        |          |          |          |          |          | 1                  |
| Skisport        | Ski Nordisch   | Skilanglauf           |          | 1        | 1        |          | 1        |          | 1        | 1        |          | 1        |          | 6                  |
| Skisport        | Ski Nordisch   | Skispringen           |          |          |          |          |          |          |          |          |          |          | 1        | 1                  |
| Schlussfeier    |                |                       |          |          |          |          |          |          |          |          |          |          |          |                    |
| Entscheidungen  | Entscheidungen | Entscheidungen        |          | 2        | 3        | 2        | 3        | 3        | 3        | 2        | 2        | 3        | 1        | 24                 |
|                 |                |                       | Do. 26.  | Fr. 27.  | Sa. 28.  | So. 29.  | Mo. 30.  | Di. 31.  | Mi. 1.   | Do. 2.   | Fr. 3.   | Sa. 4.   | So. 5.   |                    |
| Januar          | Januar         | Januar                | Januar   | Januar   | Januar   | Februar  | Februar  | Februar  | Februar  | Februar  |          |          |          |                    |

Farblegende